# بيانات مترابطة
يصف مفهوم البيانات المترابطة منهجية لنشر البيانات بشكل مهيكل، يحيث يمكن ربطها لتكون أكثر فائدة. رغم أن هذا المفهوم يعتمد على تقانات الوب المستخدمة مثل HTTP وURI، لكن، وبدلاً من استخدام هذه التقانات لتقديم صفحات الوب للقراء البشر، فإنه توسع المجال لإتاحة مشاركة المعلومات بطريقة تسمح لها بأن تكون مقروءة تلقائياً من قبل الحاسوب. وهذا ما يتيح لبيانات من مصادر مختلفة أن تكون موصولة، وأن يتم الاستعلام عنها.
في الحقيقة، تيم برنرز لي، مدير رابطة الشبكة العالمية، هو من أطلق هذا المصطلح، وذلك ضمن سياق مشروع الوب الدلالي.

## المبادئ
حدد تيم برنرز لي في مقال له، أربعة مبادئ للبيانات الموصولة:

1. استخدام معرف الموارد الموحد URI لتعيين الأشياء.
2. استخدام معرفات الموارد الموحدة مع بروتوكول نقل النص الفائق HTTP بحيث يمكن الرجوع لهذه الأشياء وفك فهرستها (Dereferenceable Uniform Resource Identifier) من قبل البشر وعملاء المستخدمين user agents.
3. تقديم معلومات مفيدة حول هذا الشيء عندما تفك فهرسته، وذلك باستخدام صيغ قياسية مثل XML/RDF.
4. إضافة روابط لمعرفات موارد موحدة أخرى وذات صلة بالبيانات التي يتم التعامل معها، وذلك من أجل تحسين فرصة اكتشاف معلومات مرتبطة أخرى على الوب.

كما قام تيم برنرز لي في تقديم نسخة محفوظة 10 أبريل 2011 على موقع واي باك مشين. له في مؤتمر تيد عام 2009، بإعادة عرض مبادئ البيانات الموصولة، كثلاثة مبادئ «شديدة البساطة» وهي:

1. يمكن الوصول لكل الأشياء ذات الطبيعة المفاهيمة من خلال أسماء تبدأ بـHTTP.
2. بالإضافة إلى حصولي على هذه الأشياء، سأحصل على بعض البيانات المفيدة أيضاً. سأحصل على بعض البيانات بصيغة معيارية، التي هي عبارة عن نوع من البيانات المفيدة التي يمكن أن يهتم شخص ما لمعرفتها عن ذلك الشيء، أو ذلك الحدث.
3. عندما أحصل على تلك المعلومات، لا أحصل فقط على شيء من مثل طول أو وزن شخص ما أو تاريخ ميلاده، وإنما أحصل أيضاً على علاقات. وعندما يكون لذلك الشيء علاقات، ومهما كان الشيء الآخر الذي له علاقة، فإن ذلك الشيء له أحد تلك الأسماء التي تبدأ بـ HTTP.

لاحظ أنه ورغم أن القاعدة الثانية تذكر «صيغاً معيارية»، إلا أنها لا تحدد معايير محددة مثل XML/RDF.

## المكونات
- معرف الموارد الموحد URI (وبالتحديد، الخاص بالنوع المفكوك المرجع)
- بروتوكول نقل النص الفائق HTTP
- إطار توصيف الموارد
- صيغ السلسلة (Serialization) (مثل RDFa وRDF/XML وN3 وTurtle) وغيرها).